# Cama adentro
Cama adentro, també coneguda com Señora Beba,és una pel·lícula argentina-espanyola dramàtica-històrica de 2004 escrita i dirigida per Jorge Gaggero i protagonitzada per Norma Aleandro, Norma Argentina, Marcos Mundstock, Raúl Panguinao i Harry Havilio. Va ser estrenada a l'Argentina 26 de maig de 2005.
La història està ambientada abans, durant i després de la crisi de desembre de 2001 a l'Argentina. Va ser guanyadora del Premi Especial del Jurat al Festival de Sundance.

## Sinopsi
Beba és una dama de la classe benestant de l'Argentina, però les coses no van bé al país a la fi dels noranta, i quan arriba la crisi de 2001 Beba es veu obligada a treballar com a venedora porta a porta de productes de bellesa. Els seus cèrcols d'or i la seva empleada domèstica, Daura, són l'única cosa que li recorden el que un dia va ser. No obstant això, amb els pocs diners que li queda no pot pagar Dora i la situació entre ambdues canvia. De poc les circumstàncies polítiques i socials del seu país transformen per sempre la relació entre Beba i Dora.

## Repartiment
- Norma Aleandro - Beba Pujol
- Norma Argentina - Dora
- Marcos Mundstock - Víctor
- Raúl Panguinao - Miguel
- Elsa Berenguer - Sara
- Susana Lanteri - Memé
- Claudia Lapacó - Perla
- Mónica Gonzaga - Irma
- Eduardo Rodríguez - Luisito
- Arturo Goetz - Invitado en el Country

## Distribució
La pel·lícula es va presentar per primera vegada al Festival Internacional de Cinema de Sant Sebastià, Espanya, el 21 de setembre de 2004. Es va estrenar a l'Argentina el 26 de maig de 2005.
La pel·lícula es va projectar en diversos festivals de cinema, entre ells: el Festival de Cinema de Sundance, Estats Units; el Festival Internacional de Cinema de Tromsø, Noruega; el Festival de Cinema Llatinoamericà de Tolosa de Llenguadoc, França; i altres.

## Crítiques
Cama Adentro va obtenir crítiques majoritàriament positives dels crítics de cinema. Al lloc web de ressenyes agregades Rotten Tomatoes, la pel·lícula té una puntuació global d'aprovació del 100% basada en 32 ressenyes, amb una mitjana de valoració de 7,75 sobre 10. El consens del lloc és que la pel·lícula és "una peça de personatge perspicaç amb actuacions destacades i una part commovedora de la vida argentina." A Metacritic, que assigna una puntuació mitjana ponderada d'entre 0 i 100 crítiques de crítics de cinema, la pel·lícula té una puntuació de 78 basada en 14 ressenyes, classificada com a pel·lícula generalment valorada favorablement.
Al crític de cinema A.O. Scott de The New York Times, li va agradar la pel·lícula i va escriure, la pel·lícula "és modesta en abast, però gran en esperit i ambició, i gairebé perfecta en l'execució." Scott la va nomenar després la sisena millor pel·lícula del 2007 (empatada amb 12:08 East of Bucharest).
Deborah Young, crítica de cinema a la revista Variety li va agradar la pel·lícula i va escriure: "Una minyona resident abandona el pretensiós empresari que ja no pot pagar-li amb la ben escrita de Jorge Gaggero. El primer llargmetratge,  Cama adentro. Prenent un enfocament diferent per descriure els efectes de l'economia caiguda de l'Argentina, la foto és un intent de sàtira força reeixit, tot i que tenint en compte el tema, hi ha molta foscor sota la catifa. El veritable plaer de Pic és el preciós retrat de Dora, l'actriu argentina no professional, que suporta estoicament anys d'humiliació per part de Beba, però no pot alegrar-se un cop s'ha canviat la situació."
El crític de cinema de The Hollywood Reporter, James Greenberg, va escriure sobre la pel·lícula: "El petit drama de cambra ben interpretat és un gènere que pràcticament ha desaparegut de les pantalles americanes, la qual cosa és una llàstima quan ho veus. un tan aconseguit com a Cama adentro. Impulsat per dues actuacions de primer ordre, el primer llargmetratge de Jorge Gaggero està ple de matisos psicològics i una intensa observació social. És una gesta impressionant i que hauria de trobar un públic a les cases d'art d'arreu del món."
Al crític Eric Snider li agrada l'actuació de la pel·lícula i va escriure: "On sobresurt és en el seu càsting: Norma Aleandro i Norma Argentina són absolutament perfectes, tant per separat com en equip. Aleandro, una veterana cinematogràfica argentina, té l'aspecte d'un dona que vol ser imperiosa però que ja no s'ho pot permetre, la cara d'algú que intenta mantenir la seva dignitat. Beba tracta malament la Dora, però només perquè està massa orgullosa per reconèixer que l'estima com a una germana."

## Premis
- Festival de Cinema de Brussel·les: Norma Aleandro, Millor actriu llatinoamericana; 2004.
- Festival de Cinema de Sundance: Premi Especial del Jurat, World Cinema Dramatic Competition; 2005.
- Festival de Cinema Llatinoamericà de Tolosa de Llenguadoc: Premi FIPRESCI; Millor Primera Pel·lícula; 2005.[12]
- Festival Internacional de Cinema de Trømso: Menció Especial del Jurat; 2005.
- Premis Cóndor de Plata: Còndor de Plata a la Millor Primera Pel·lícula, Jorge Gaggero; Millor actriu revelació, Norma Argentina; 2006.[13]
- Premis ACE: Premi ACE Cinema; Millor actriu de personatge Norma Aleandro; Cinema, Millor Primera Obra, Jorge Gaggero; 2006.
- XI Mostra de Cinema Llatinoamericà de Lleida: Millor actriu, Norma Aleandro, 2005:[14]